# Listă de filme de groază din 1962
Aceasta este o listă de filme de groază din 1962.
| Titlu                        | Regizor            | Distribuție                                        | Țara                                                                               | Note   |
| ---------------------------- | ------------------ | -------------------------------------------------- | ---------------------------------------------------------------------------------- | ------ |
| The Awful Dr. Orloff         | Jesús Franco       | Riccardo Valle, Perla Cristal, Howard Vernon       | Franța · Spania                                                                    | [ 1 ]  |
| The Brain That Wouldn't Die  | Joseph Green       | Jason Evers, Virginia Leith, Leslie Daniels        | Statele Unite ale Americii                                                         | [ 2 ]  |
| The Cabinet of Caligari      | Roger Kay          | Glynis Johns, Glynis Johns, Dick Davalos           | Statele Unite ale Americii · Regatul Unit al Marii Britanii și al Irlandei de Nord | [ 3 ]  |
| Captain Clegg                | Peter Graham Scott | Peter Cushing, Yvonne Romain, Patrick Allen        | Regatul Unit al Marii Britanii și al Irlandei de Nord                              | [ 4 ]  |
| Carnival of Souls            | Herk Harvey        | Candace Hilligoss, Frances Feist, Sidney Berger    | Statele Unite ale Americii                                                         | [ 5 ]  |
| The Day of the Triffids      | Steve Sekely       | Howard Keel, Kieron Moore, Janette Scott           | Regatul Unit al Marii Britanii și al Irlandei de Nord                              | [ 6 ]  |
| Hands of a Stranger          | Newt Arnold        | Paul Lukather, Joan Harvey, James Stapleton        | Statele Unite ale Americii                                                         | [ 7 ]  |
| The Horrible Dr. Hichcock    | Riccardo Freda     | Barbara Steele, Robert Flemyng, Silvano Tranquilli | Italia                                                                             | [ 8 ]  |
| Night of the Eagle           | Sidney Hayers      | Janet Blair, Peter Wyngarde, Margaret Johnston     | Regatul Unit al Marii Britanii și al Irlandei de Nord                              | [ 9 ]  |
| The Phantom of the Opera     | Terence Fisher     | Herbert Lom, Heather Sears, Thorley Walters        | Regatul Unit al Marii Britanii și al Irlandei de Nord                              | [ 10 ] |
| The Premature Burial         | Roger Corman       | Ray Milland, Hazel Court, Richard Ney              | Statele Unite ale Americii                                                         | [ 11 ] |
| The Sadistic Baron von Klaus | Jesús Franco       | Georges Rollin, Howard Vernon, Hugo Blanco         | Spania · Franța                                                                    | [ 12 ] |
| Slaughter of the Vampires    | Roberto Mauri      | Dieter Eppler, Paolo Solvay                        | Italia                                                                             | [ 13 ] |
| Tales of Terror              | Roger Corman       | Vincent Price, Peter Lorre, Basil Rathbone         | Statele Unite ale Americii                                                         | [ 14 ] |
| Tower of London              | Roger Corman       | Michael Pate, Vincent Price, Joan Freeman          | Statele Unite ale Americii                                                         | [ 15 ] |